# Mesochorus inimicus
Mesochorus inimicus là một loài tò vò trong họ Ichneumonidae.